# Q̱
Cette page contient des caractères spéciaux ou non latins. S’ils s’affichent mal (▯, ?, etc.), consultez la page d’aide Unicode.
Q̱ (minuscule : q̱), appelé Q macron souscrit, est un graphème utilisé dans l’écriture dans la transcription des langues sémitiques ou comme abréviation latine dans l’écriture manuscrite.
Il s’agit de la lettre Q diacritée d’un macron souscrit.

## Utilisation
Dans la transcription du trigrinya de Wolf Leslau (en), ‹ q̱ › est utilisé pour transcrire une spirante [xʼ], un allophone de ‹ q › [kʼ].

## Représentations informatiques
Le Q macron souscrit peut être représenté avec les caractères Unicode suivants :
- décomposé (latin de base, diacritiques) :

| formes    | représentations | chaînes de caractères | points de code | descriptions                                          |
| --------- | --------------- | --------------------- | -------------- | ----------------------------------------------------- |
| majuscule | Q̱               | Q◌̱                    | U+0051 U+0331  | lettre majuscule latine q diacritique macron souscrit |
| minuscule | q̱               | q◌̱                    | U+0071 U+0331  | lettre minuscule latine q diacritique macron souscrit |